# Poljane, Rečica ob Savinji
Poljane je naselje v Občini Rečica ob Savinji.